# Tausendblatt
Tausendblatt (Myriophyllum) ist eine Gattung von Süßwasserpflanzen aus der Familie der Tausendblattgewächse (Haloragaceae).

## Beschreibung

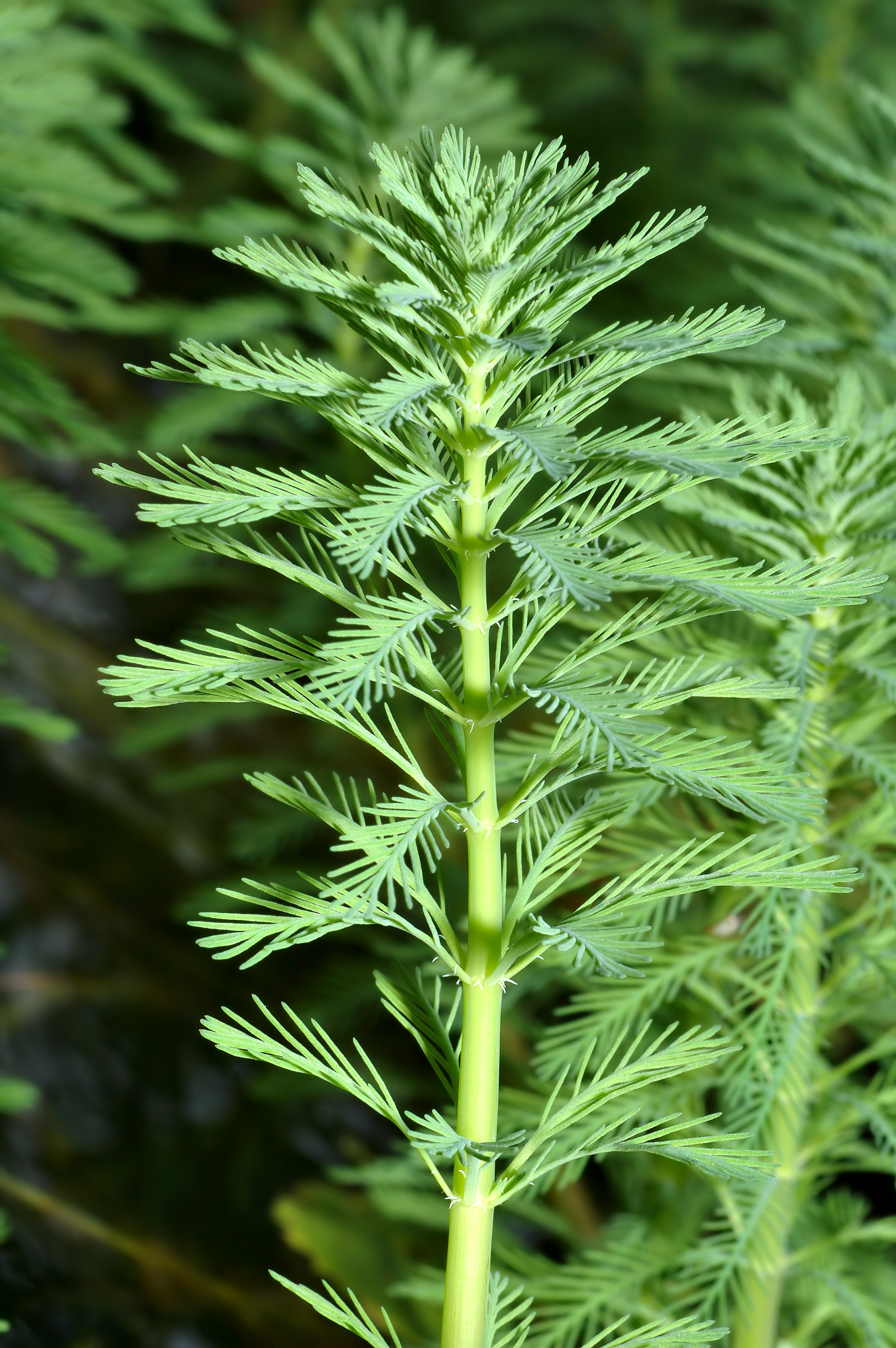
Brasilianisches Tausendblatt (Myriophyllum aquaticum) von der Seite

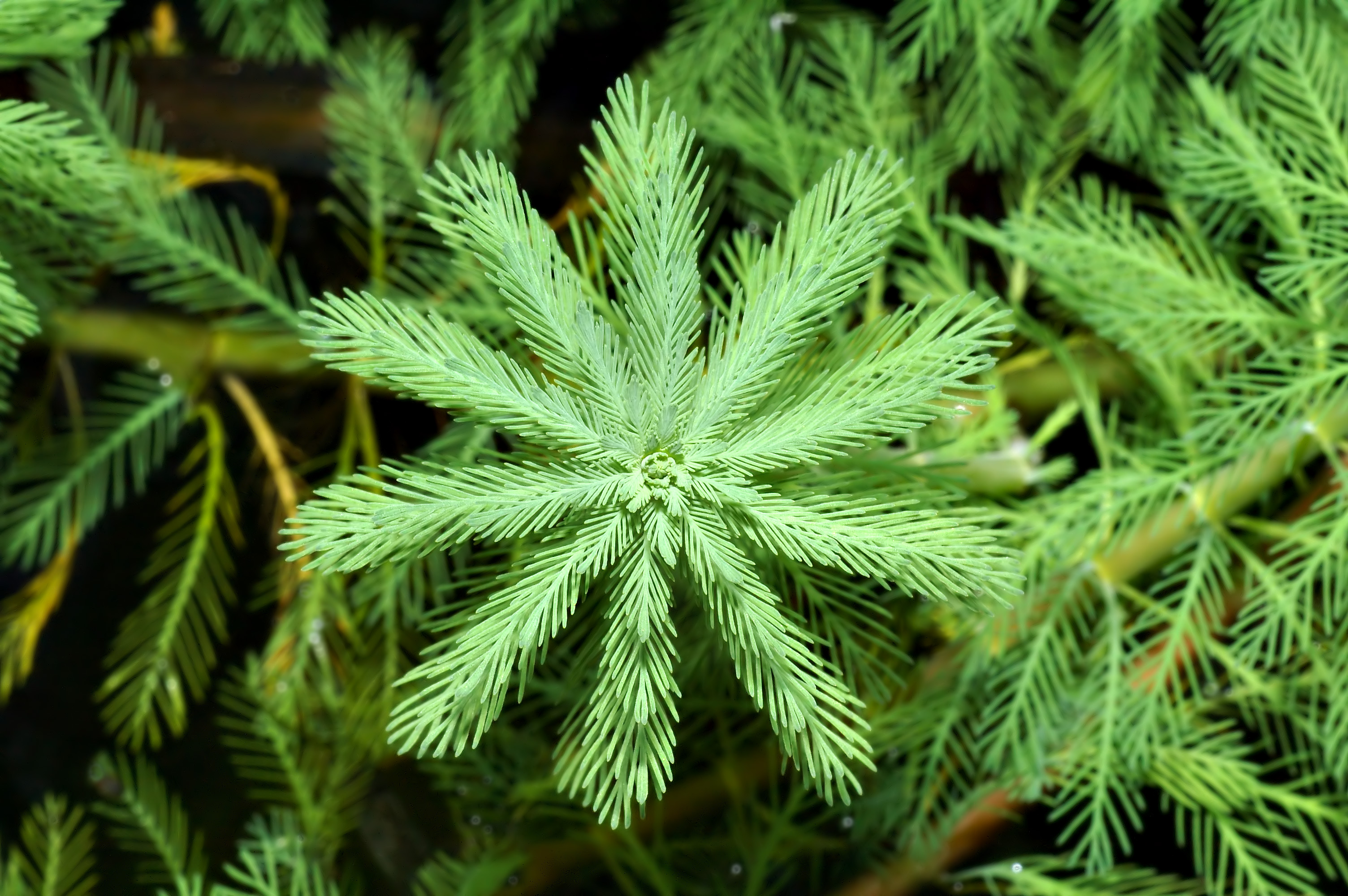
Brasilianisches Tausendblatt (Myriophyllum aquaticum) von oben

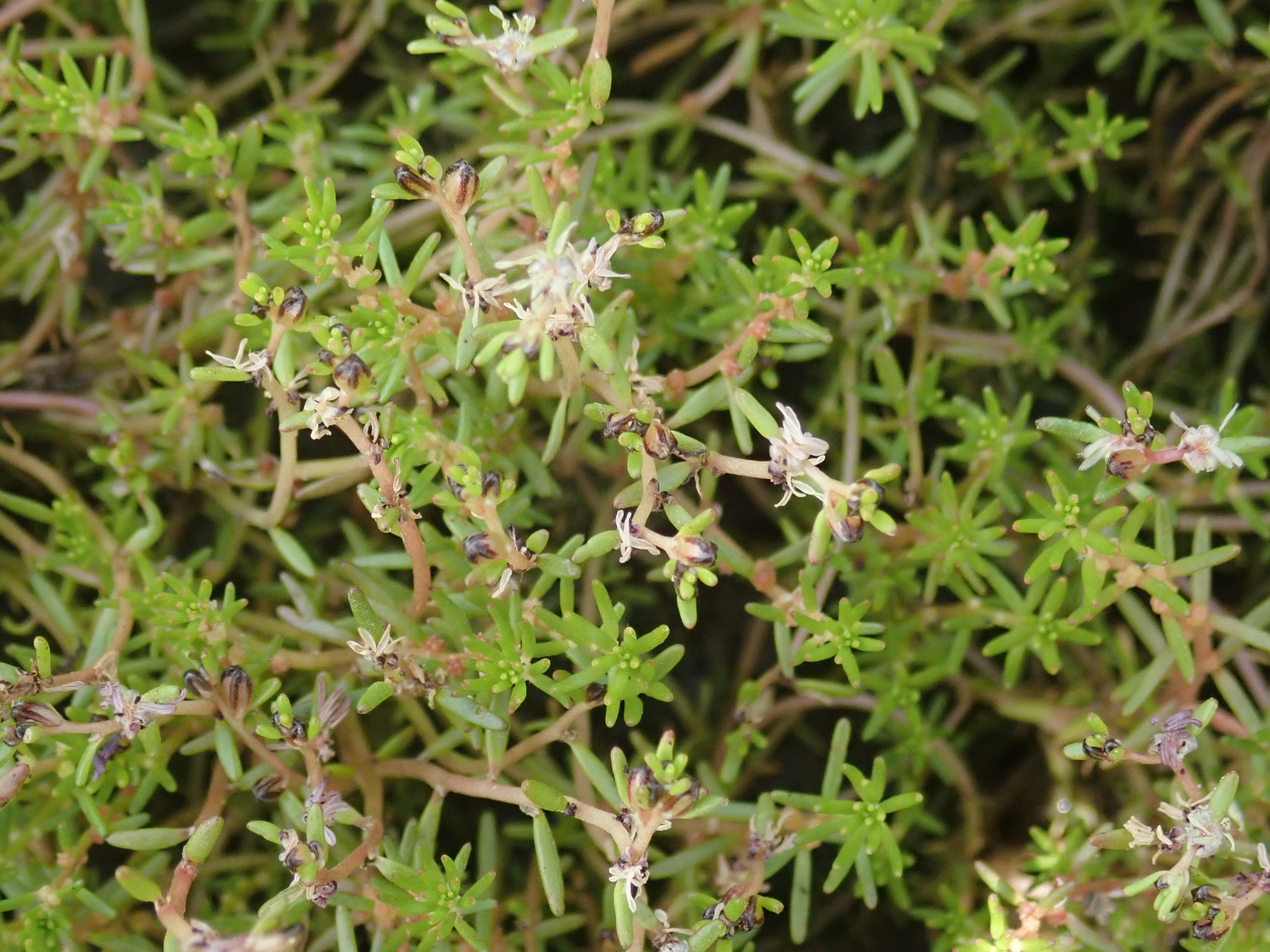
Myriophyllum implicatum

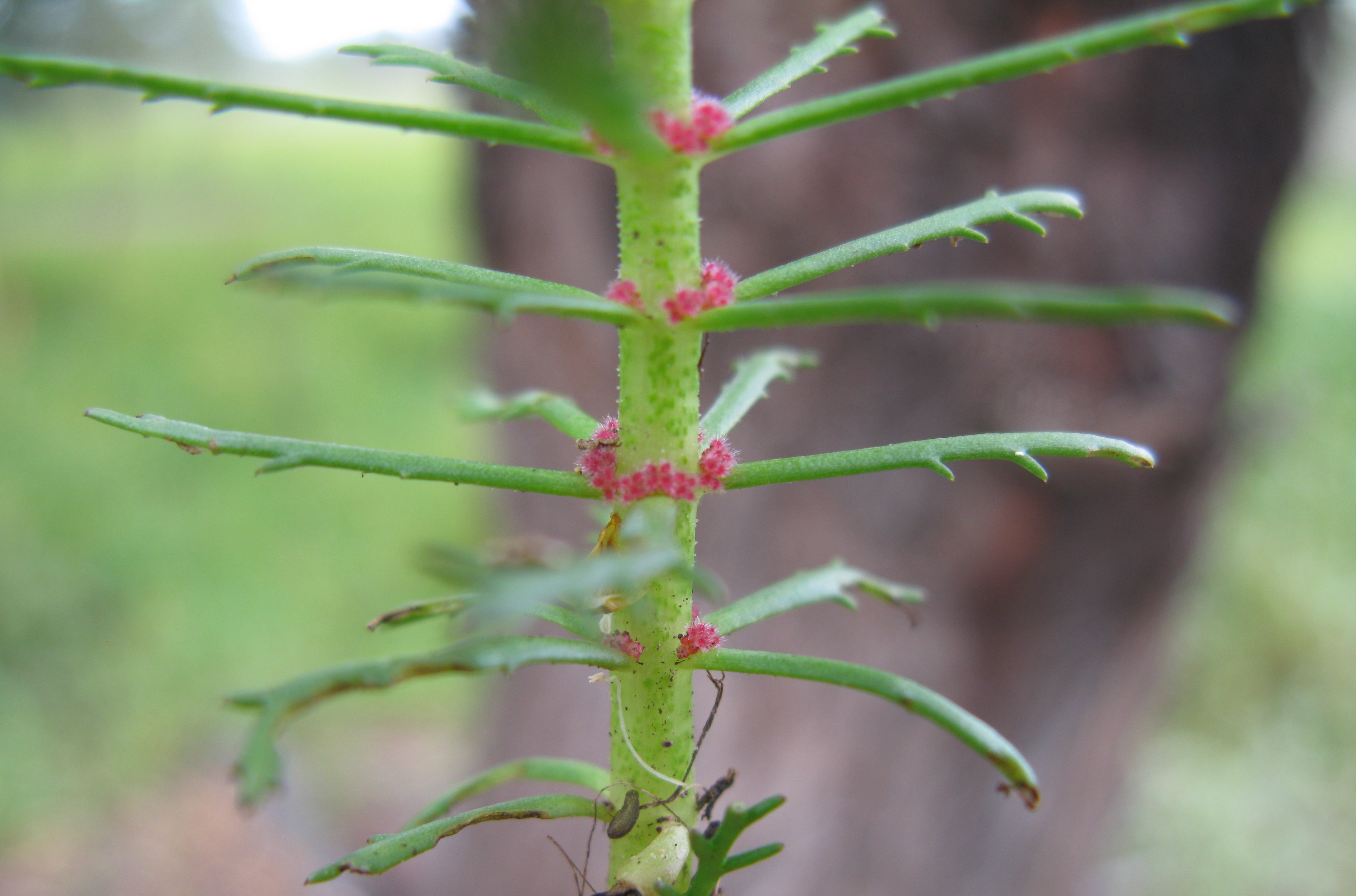
Myriophyllum papillosum

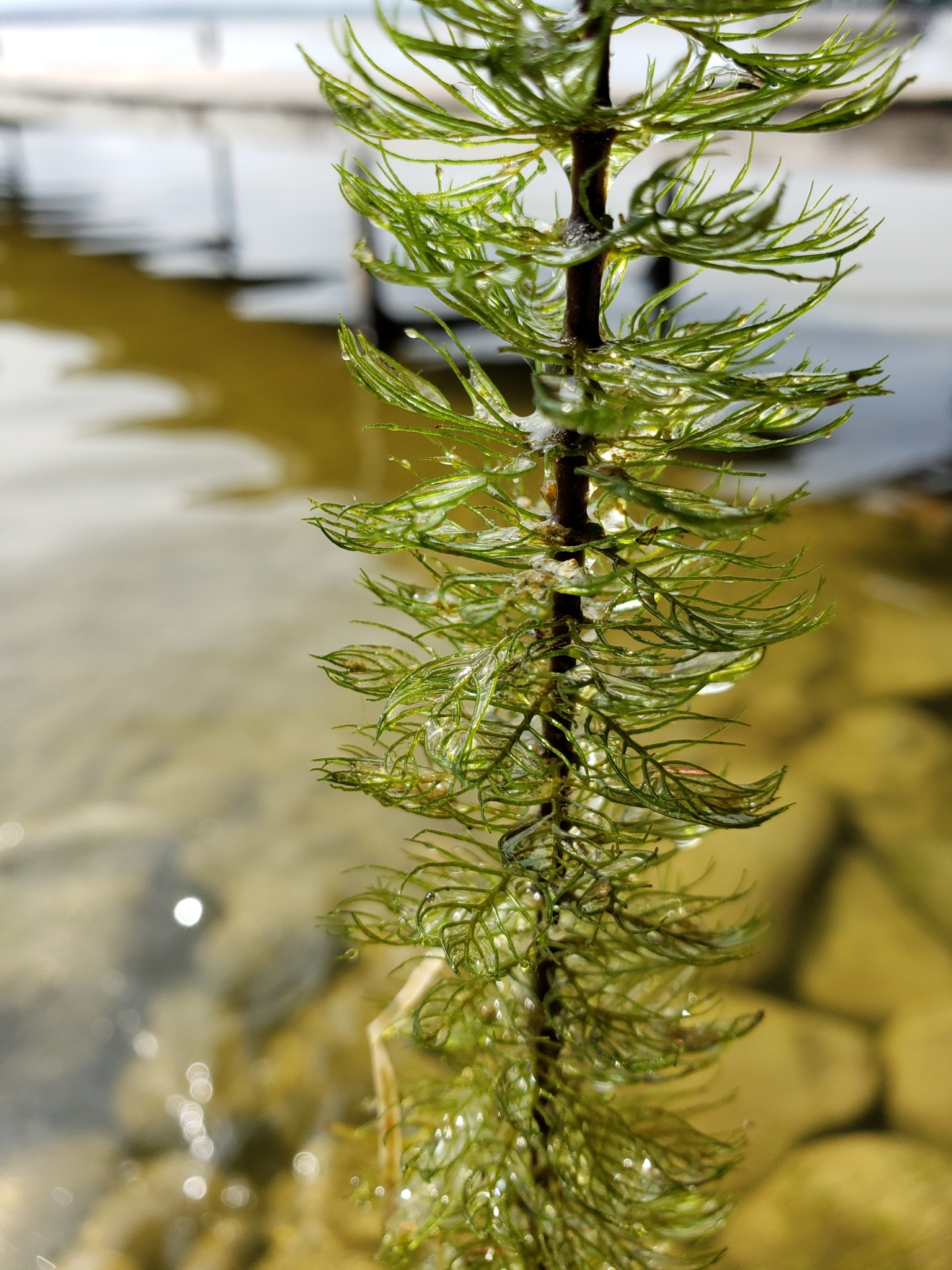
Myriophyllum sibiricum

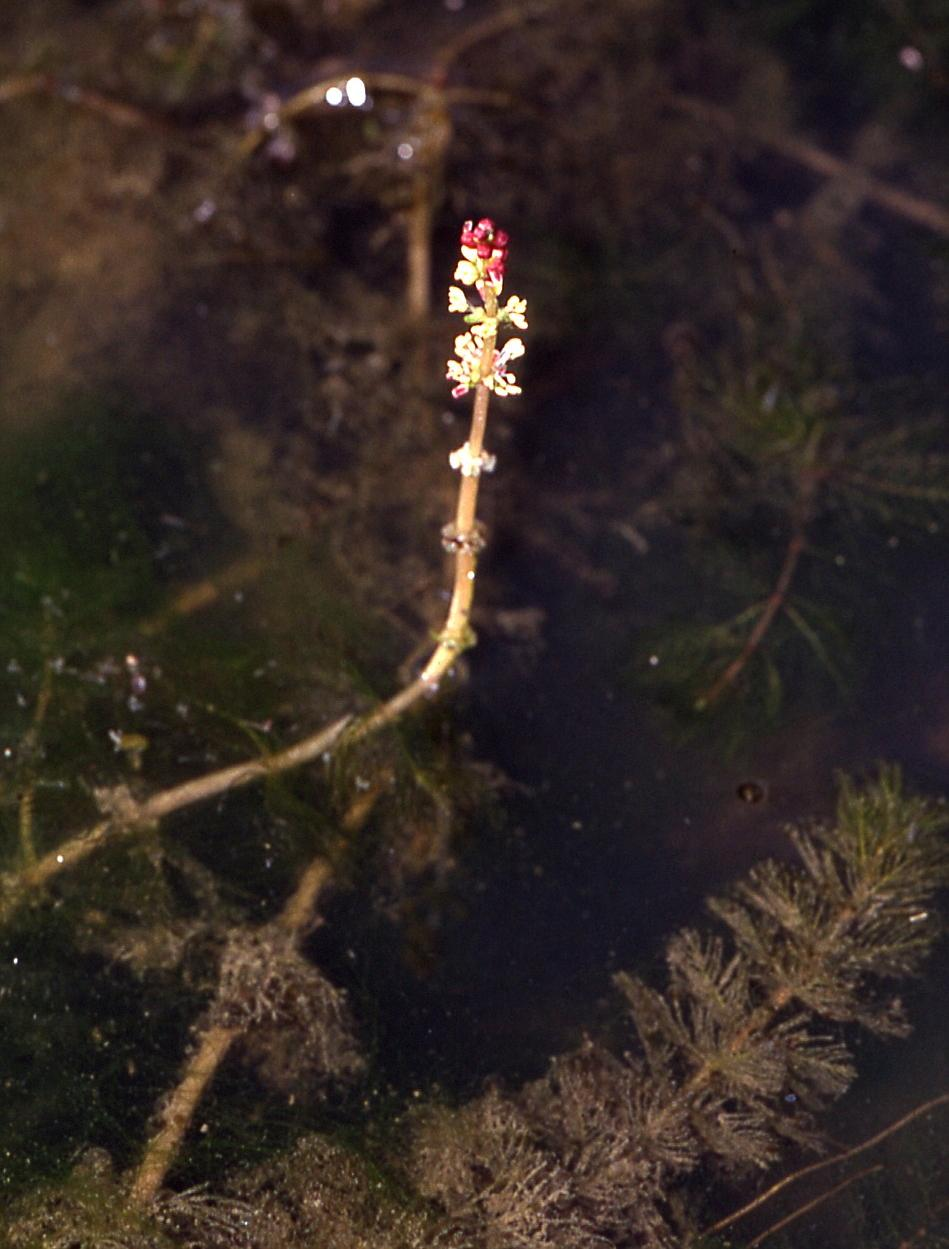
Ähriges Tausendblatt (Myriophyllum spicatum)

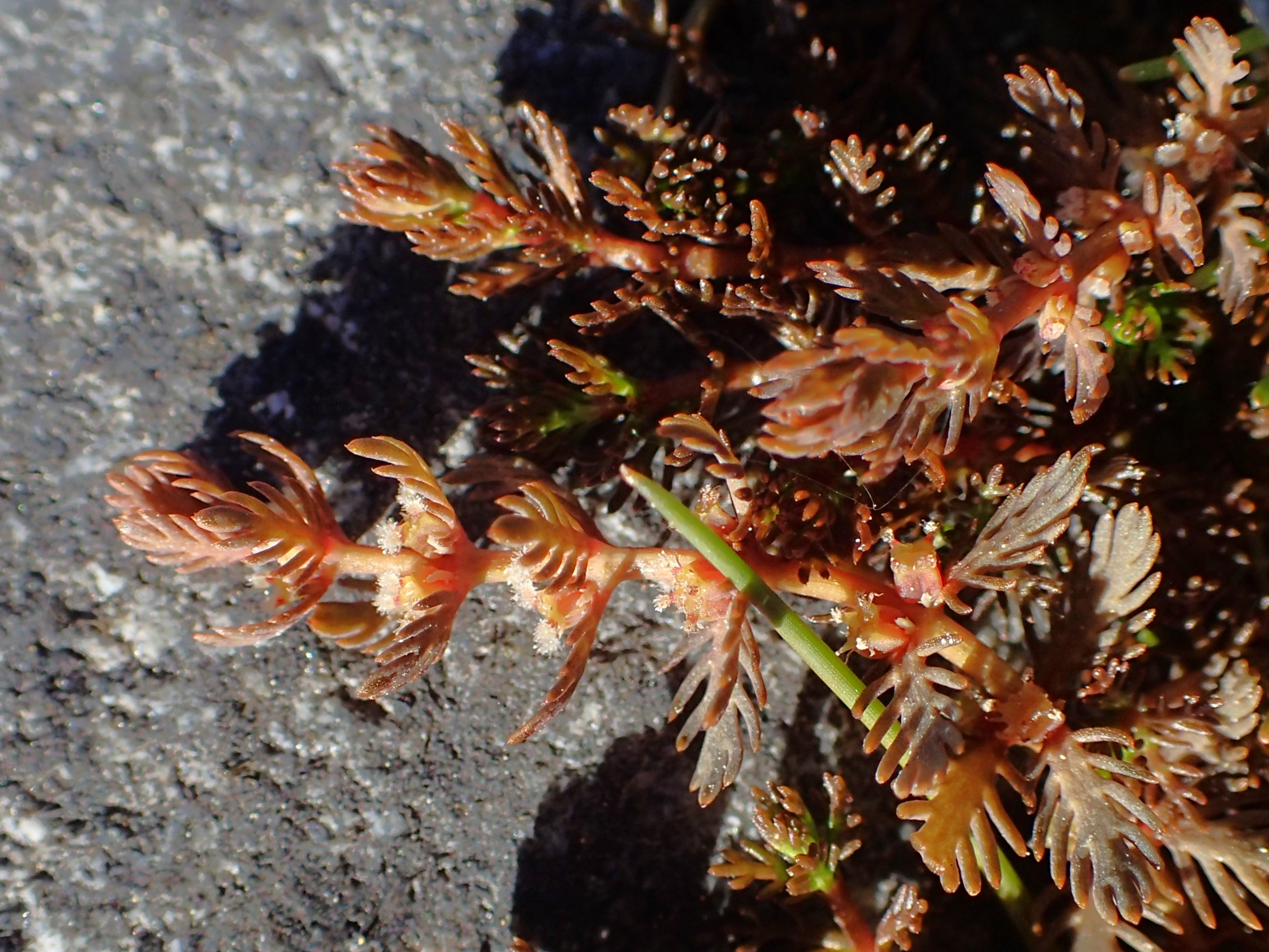
Myriophyllum triphyllum

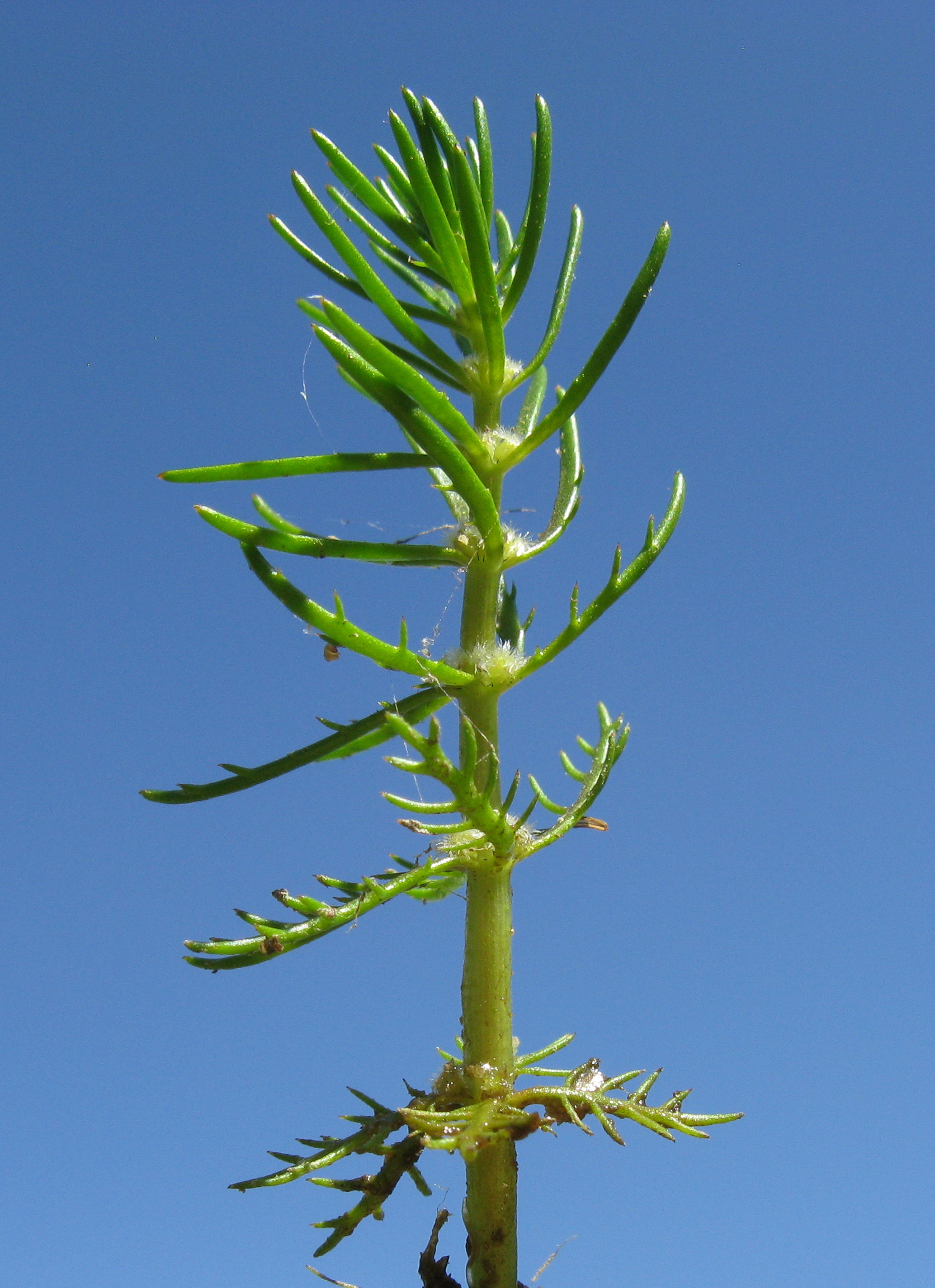
Myriophyllum variifolium

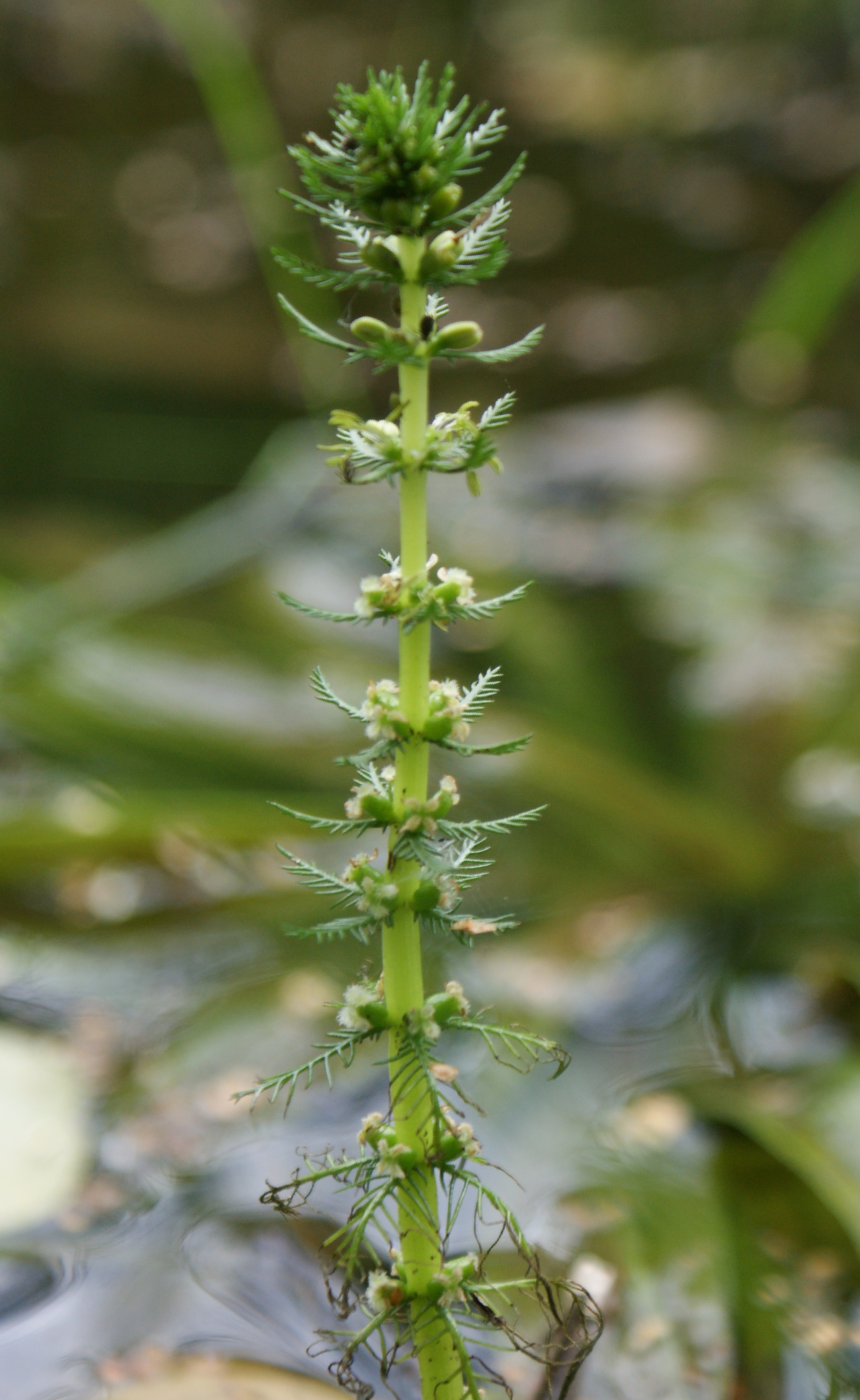
Quirliges Tausendblatt (Myriophyllum verticillatum)

### Vegetative Merkmale
Tausendblatt-Arten sind einjährige oder ausdauernde krautige Pflanzen, die untergetaucht oder etwas aus dem Wasser herausragend wachsen (Hydrophyten). Es werden Rhizome gebildet. Die weichen Stängel sind wenig bis stark verzweigt. Die Elastizität der Stängel dieser flutenden Pflanzen hat den Vorteil, dass sie durch die Strömung nicht so leicht abknicken und sich mitbewegen.
Jeweils drei oder vier Blätter stehen in Wirteln, selten sind die Blätter wechselständig angeordnet. Das Hauptmerkmal der Tausendblatt-Arten sind die Blätter. Sie haben eine gefiederte Form und stehen in Quirlen. Das unterscheidet sie von den anderen Teichpflanzen.

### Generative Merkmale
Aber es gibt noch ein Merkmal, welches nur bei dieser Gattung vorkommt: Es ist die einzige Gattung in der Tauchpflanzenzone, deren Blütenstände aus dem Wasser ragen. Die Blütenstände sind dünn und in Grüntönen und daher eher unscheinbar.
Die meist eingeschlechtigen, selten zwittrigen Blüten sind zwei- vierzählig. Die männlichen und zwittrigen Blüten enthalten zwei bis acht Staubblätter. Die weiblichen und zwittrigen Blüten enthalten einen unterständigen, (selten zwei- bis) vierkammerigen Fruchtknoten. Ein Griffel fehlt und deshalb sitzen die vier Narben direkt auf dem Fruchtknoten.
Die Früchte zerfallen in vier Teilfrüchte mit jeweils einem Samen.

## Standorte
Tausendblatt-Arten kommen in allen stehenden Gewässern von großen, süßwasserhaltigen Seen bis kleinen Teichen vor.
Tausendblatt-Arten sind Süßwasser-Pflanzen, sie wachsen in Seen und Teichen in 0,5 bis 2 Meter Tiefe. Diese Tiefenzone nennt man auch Tauchpflanzenzone. Ab 2 Meter Tiefe können die Pflanzen wegen des geringen Lichtangebots nicht mehr wachsen. Nur in besonders klaren, sauberen und planktonarmen Seen können Pflanzen auch einige Dezimeter tiefer gedeihen.

## Systematik und Verbreitung
Zur Gattung Myriophyllum wurde durch Carl von Linné 1753 aufgestellt. Der botanische Name Myriophyllum leitet sich vom griechischen Wort μυριοφύλλον myriophyllon, einer Zusammensetzung aus μυριάς myrias „unzählig(e)“ (wörtlich „10.000“, siehe auch Myriade) und φύλλον phyllon „Blatt“ ab. Als Lektotypusart wurde 1929 Myriophyllum spicatum L. durch Green in Prop. Brit. Bot., S. 188, festgelegt (die frühere Festlegung eines Lektotypus durch N. L. Britton und A. Brown in Ill. Fl. N.U.S., 2. Auflage. 2, 1913, S. 614, ist ungültig).
Zur Gattung Myriophyllum kommt fast weltweit vor. Die meisten Arten gibt es in Australien. In China findet man elf Arten.
Zur Gattung Myriophyllum gehören 35 bis 45 Arten (Auswahl) mit einer fast weltweiten Verbreitung:
- Myriophyllum alpinum Orchard: Sie kommt in Victoria und im östlichen New South Wales vor.[2]
- Wechselblütiges Tausendblatt (Myriophyllum alterniflorum DC.)
- Brasilianisches Tausendblatt, auch Papageienfeder genannt (Myriophyllum aquaticum (Vell.) Verdc.; Syn.: Myriophyllum brasiliense Cambess.): Sie ist in Bolivien, Ecuador, Brasilien, Paraguay, Peru, Chile, und Argentinien weitverbreitet.[3] Diese Art ist ein Neophyt in Australien, Neuseeland, Südafrika, Japan, Taiwan, Thailand, Vietnam, Indien, Nordamerika und auf Hawaii.[4]
- Myriophyllum axilliflorum Baker: Dieser Endemit ist nur von einem Fundort in Madagaskar in der Provinz Antananarivo bekannt.[5]
- Myriophyllum callitrichoides Orchard: Sie kommt im nördlichen Western Australia und im nördlichen Northern Territory vor.[2]
- Myriophyllum caput-medusae Orchard: Sie kommt im südöstlichen Australien vor.[2]
- Myriophyllum crispatum Orchard: Sie kommt in Australien vor.[2]
- Myriophyllum dicoccum F.Muell.: Sie kommt in Australien, Papua-Neuguinea, Java, Indien, Vietnam, Taiwan und in den chinesischen Provinzen Fujian sowie Guangdong vor.[6]
- Tännelähnliches Tausendblatt (Myriophyllum elatinoides Gaudich.): Sie kommt in Mexiko, Südamerika, auf den Falkland-Inseln sowie Chatham-Insel, in Australien, Tasmanien und Neuseeland vor
- Myriophyllum exasperatum D.Wang, Dan Yu & Z.Y.Li: Sie kommt nur im südlichen Guangxi vor.[6]
- Myriophyllum farwellii Morong: Sie kommt in Nord- und Zentralamerika vor.[2]
- Myriophyllum glomeratum Schindl.: Sie kommt im südöstlichen Australien vor.[2]
- Myriophyllum gracile Benth.: Sie kommt im östlichen Australien vor.[2]
- Verschiedenblättriges Tausendblatt (Myriophyllum heterophyllum Michx.): Sie ist vom südlichen Kanada über die USA und Mexiko bis Zentralamerika weitverbreitet.[3]
- Tannenwedelähnliches Tausendblatt (Myriophyllum hippuroides Nutt.): Sie ist von Kanada über die USA bis Mexiko verbreitet.
- Myriophyllum implicatum Orchard: Sie kommt im östlichen Australien vor.[2]
- Myriophyllum latifolium F.Muell.: Sie kommt im östlichen Australien vor.[2]
- Myriophyllum lophatum Orchard: Sie kommt in New South Wales und in Victoria vor.[2]
- Mattogrosso-Tausendblatt (Myriophyllum mattogrossense Hoehne): Sie kommt in Südamerika vor[7]
- Myriophyllum mezianum Schindl.: Sie kommt in Madagaskar in den Provinzen Mahajanga, Toamasina sowie Toliara vor.[5]
- Myriophyllum oguraense Miki: Sie kommt in Japan und in den chinesischen Provinzen Anhui, Heilongjiang, Hubei, Jiangsu, Jiangxi und Zhejiang vor.[6] Mit zwei Unterarten:
  - Myriophyllum oguraense Miki subsp. oguraense
  - Myriophyllum oguraense subsp. yangtzense D. Wang: Sie wurde 2007 aus Hubei erstbeschrieben.[6]
- Myriophyllum papillosum Orchard: Sie kommt vom südöstlichen Queensland bis ins südöstliche Australien vor.[2]
- Myriophyllum pedunculatum Hook. f.: Sie kommt in Neuguinea, in Australien, Tasmanien und in Neuseeland vor.[2]
- Zierliches Tausendblatt (Myriophyllum pinnatum (Walter) Britton, Sterns & Poggenb.): Sie kommt in den USA und auf Karibischen Inseln vor.
- Myriophyllum salsugineum Orchard: Sie kommt in Australien vor.[2]
- Rötliches Tausendblatt (Myriophyllum scabratum Michx.)
- Myriophyllum sibiricum Kom. (Syn.: Myriophyllum exalbescens Fernald): Sie kommt in Kanada, den USA, Grönland, im asiatischen Russland, in Tibet und in den chinesischen Provinzen Heilongjiang, Jiangsu, Jilin, Qinghai, Sichuan, Xinjiang sowie Yunnan vor.[4]
- Täuschendes Tausendblatt (Myriophyllum simulans Orchard): Sie kommt im östlichen und im südlichen Australien vor.[2]
- Ähriges Tausendblatt (Myriophyllum spicatum L.): Es ist in Eurasien, in der Neuen Welt und in Nordafrika sowie im südlichen Afrika weitverbreitet.[8]
- Myriophyllum striatum Orchard: Sie kommt in Australien vor.[2]
- Myriophyllum tenellum Bigelow: Sie kommt in Nordamerika vor.[2]
- Myriophyllum tetrandrum Roxb.: Sie kommt in Indien, Malaysia, Thailand, Vietnam und in Hainan vor.[6]
- Rotes Tausendblatt (Myriophyllum tuberculatum Roxb.): Sie kommt in Indien, Malaysia, Australien und in Guangdong vor.[6]
- Japanisches Tausendblatt (Myriophyllum ussuriense Maxim.): Sie kommt in Russland, Japan, Korea und in China vor.[6]
- Myriophyllum variifolium Hook. f.: Sie kommt in Australien vor.[4]
- Quirliges Tausendblatt (Myriophyllum verticillatum L.): Es ist in Eurasien, in der Neuen Welt und in Nordafrika weitverbreitet.[8]
- Myriophyllum verrucosum Lindl.: Sie kommt in Australien vor.[4]

## Aquaristik
Eine Reihe von Arten spielen in der Aquaristik eine Rolle. Ihre Pflege bedarf jedoch etwas Erfahrung. Dazu trägt bei, dass die meisten Wasserpflanzengärtnereien diese auf feuchtem Boden bei hoher Luftfeuchtigkeit für den Handel heranziehen. Solchermaßen emers herangezüchtete Pflanzen bilden stärkere Triebe aus, als die in submerser Kultur. Zwar werden im Fachhandel die Pflanzen grundsätzlich untergetaucht präsentiert. Emers herangezogene Pflanzen müssen jedoch erst allmählich an das Leben unter Wasser gewöhnt werden. Dazu pflanzt man sie in nährstoffreicher Erde aus und erhöht dann täglich den Wasserspiegel um 1 Zentimeter, bis die Wasserhöhe des Aquariums erreicht ist. Verzichtet man auf diese Anpassungsweise, gehen die Pflanzen sehr schnell ein.

## Verwechslung bei Trivialnamen
Häufig wird das Tausendblatt auch Tannenwedel genannt. Doch damit ist botanisch eigentlich die Art Hippuris vulgaris gemeint.

## Weiterführende Literatur
- A. E. Orchard: A revision of South American Myriophyllum (Haloragaceae), and its repercussions on some Australian and North American species. In: Brunonia. Volume 4, Issue 1, 1981, S. 27–65.